# الفلبينيون في مصر
يتكون الفلبينيون في مصر من العمال المهاجرين في مجموعة متنوعة من القطاعات، فضلا عن عدد أقل من الطلاب الدوليون. يقدر أن 2300 يقيمون في مصر بشكل قانوني، في حين يعيش 1878 آخرون هناك بشكل غير قانوني.